# Billboardlistans förstaplaceringar 2012

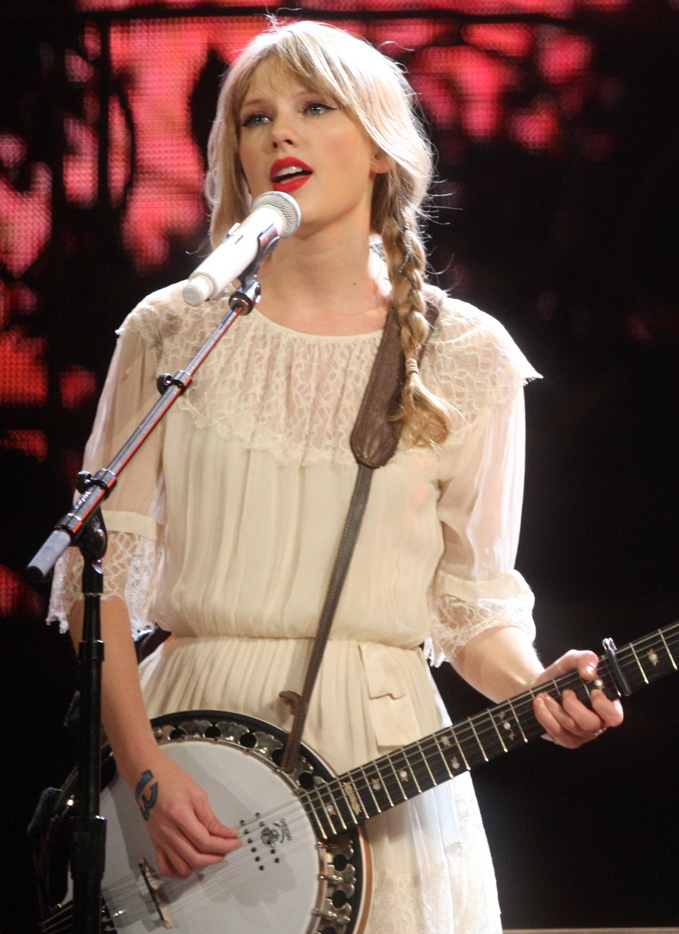
Taylor Swift

Billboardlistans förstaplaceringar 2012 innebar att sex olika artister fick sin första singeletta i USA på Billboards lista Billboard Hot 100, som huvudartist eller "featuring": Fun, Janelle Monáe, Gotye, Kimbra, Carly Rae Jepsen och Taylor Swift.

## Listhistorik
| Datum        | Låt                                       | Artist(er)                      | Referens |
| ------------ | ----------------------------------------- | ------------------------------- | -------- |
| 7 januari    | "Sexy and I Know It"                      | LMFAO                           | [ 1 ]    |
| 14 januari   | "Sexy and I Know It"                      | LMFAO                           | [ 2 ]    |
| 21 januari   | "We Found Love"                           | Rihanna featuring Calvin Harris | [ 3 ]    |
| 28 januari   | "We Found Love"                           | Rihanna featuring Calvin Harris | [ 4 ]    |
| 4 februari   | "Set Fire to the Rain"                    | Adele                           | [ 5 ]    |
| 11 februari  | "Set Fire to the Rain"                    | Adele                           | [ 6 ]    |
| 18 februari  | "Stronger (What Doesn't Kill You)"        | Kelly Clarkson                  | [ 7 ]    |
| 25 februari  | "Stronger (What Doesn't Kill You)"        | Kelly Clarkson                  | [ 8 ]    |
| 3 mars       | "Part of Me"                              | Katy Perry                      | [ 9 ]    |
| 10 mars      | "Stronger (What Doesn't Kill You)"        | Kelly Clarkson                  | [ 10 ]   |
| 17 mars      | "We Are Young"                            | Fun featuring Janelle Monáe     | [ 11 ]   |
| 24 mars      | "We Are Young"                            | Fun featuring Janelle Monáe     | [ 12 ]   |
| 31 mars      | "We Are Young"                            | Fun featuring Janelle Monáe     | [ 13 ]   |
| 7 april      | "We Are Young"                            | Fun featuring Janelle Monáe     | [ 14 ]   |
| 14 april     | "We Are Young"                            | Fun featuring Janelle Monáe     | [ 15 ]   |
| 21 april     | "We Are Young"                            | Fun featuring Janelle Monáe     | [ 16 ]   |
| 28 april     | "Somebody That I Used to Know"            | Gotye featuring Kimbra          | [ 17 ]   |
| 5 maj        | "Somebody That I Used to Know"            | Gotye featuring Kimbra          | [ 18 ]   |
| 12 maj       | "Somebody That I Used to Know"            | Gotye featuring Kimbra          | [ 19 ]   |
| 19 maj       | "Somebody That I Used to Know"            | Gotye featuring Kimbra          | [ 20 ]   |
| 26 maj       | "Somebody That I Used to Know"            | Gotye featuring Kimbra          | [ 21 ]   |
| 2 juni       | "Somebody That I Used to Know"            | Gotye featuring Kimbra          | [ 22 ]   |
| 9 juni       | "Somebody That I Used to Know"            | Gotye featuring Kimbra          | [ 23 ]   |
| 16 juni      | "Somebody That I Used to Know"            | Gotye featuring Kimbra          | [ 24 ]   |
| 23 juni      | "Call Me Maybe"                           | Carly Rae Jepsen                | [ 25 ]   |
| 30 juni      | "Call Me Maybe"                           | Carly Rae Jepsen                | [ 26 ]   |
| 7 juli       | "Call Me Maybe"                           | Carly Rae Jepsen                | [ 27 ]   |
| 14 juli      | "Call Me Maybe"                           | Carly Rae Jepsen                | [ 28 ]   |
| 21 juli      | "Call Me Maybe"                           | Carly Rae Jepsen                | [ 29 ]   |
| 28 juli      | "Call Me Maybe"                           | Carly Rae Jepsen                | [ 30 ]   |
| 4 augusti    | "Call Me Maybe"                           | Carly Rae Jepsen                | [ 31 ]   |
| 11 augusti   | "Call Me Maybe"                           | Carly Rae Jepsen                | [ 32 ]   |
| 18 augusti   | "Call Me Maybe"                           | Carly Rae Jepsen                | [ 33 ]   |
| 25 augusti   | "Whistle"                                 | Flo Rida                        | [ 34 ]   |
| 1 september  | "We Are Never Ever Getting Back Together" | Taylor Swift                    | [ 35 ]   |
| 8 september  | "We Are Never Ever Getting Back Together" | Taylor Swift                    | [ 36 ]   |
| 15 september | "Whistle"                                 | Flo Rida                        | [ 37 ]   |
| 22 september | "We Are Never Ever Getting Back Together" | Taylor Swift                    | [ 38 ]   |
| 29 september | "One More Night"                          | Maroon 5                        | [ 39 ]   |
| 6 oktober    | "One More Night"                          | Maroon 5                        | [ 40 ]   |
| 13 oktober   | "One More Night"                          | Maroon 5                        | [ 41 ]   |
| 20 oktober   | "One More Night"                          | Maroon 5                        | [ 42 ]   |
| 27 oktober   | "One More Night"                          | Maroon 5                        | [ 43 ]   |
| 3 november   | "One More Night"                          | Maroon 5                        | [ 44 ]   |
| 10 november  | "One More Night"                          | Maroon 5                        | [ 45 ]   |
| 17 november  | "One More Night"                          | Maroon 5                        | [ 46 ]   |
| 24 november  | "One More Night"                          | Maroon 5                        | [ 47 ]   |
| 1 december   | "Diamonds"                                | Rihanna                         | [ 48 ]   |
| 8 december   | "Diamonds"                                | Rihanna                         | [ 49 ]   |
| 15 december  | "Diamonds"                                | Rihanna                         | [ 50 ]   |
| 22 december  | "Locked Out of Heaven"                    | Bruno Mars                      | [ 51 ]   |
| 29 december  | "Locked Out of Heaven"                    | Bruno Mars                      | [ 52 ]   |